# Fred de Graaf
Godefridus Jan (Fred) de Graaf (Roosendaal, 28 februari 1950) is een Nederlands voormalig bestuurder en politicus. Hij is lid van de Volkspartij voor Vrijheid en Democratie (VVD).

## Loopbaan
De Graaf studeerde rechten aan de Rijksuniversiteit Groningen. Na diverse banen bij ministeries werd hij in 1981 benoemd tot burgemeester van Leersum. Acht jaar later verruilde hij deze post voor het burgemeesterschap van de gemeente Vught. In 1999 werd hij burgemeester van Apeldoorn, als eerste VVD-burgemeester na vele burgemeesters van CDA-huize.
De Graaf kwam landelijk in het nieuws na de aanslag op Koninginnedag 2009, toen hij, als eerstverantwoordelijke voor de openbare orde in de gemeente Apeldoorn, verschillende persconferenties gaf over het verloop van de gebeurtenissen.
De Graaf was van 2003 tot 2015 lid van de Eerste Kamer. In de senaat was hij voorzitter van de commissie Buitenlandse Zaken, Defensie en Ontwikkelingssamenwerking (BDO). Na het aftreden van Uri Rosenthal wegens diens benoeming tot Minister van Buitenlandse Zaken was hij enige tijd waarnemend VVD-fractievoorzitter in de Eerste Kamer. Op 28 juni 2011 nam hij het voorzitterschap van de Eerste Kamer over van CDA'er René van der Linden. In deze functie was hij tevens voorzitter van de verenigde vergadering van de Staten-Generaal.
Als gevolg van deze stap trad hij per 1 oktober 2011 af als burgemeester van Apeldoorn. Op 2 februari 2012 keerde De Graaf even terug naar het Apeldoornse raadhuis, voor een crisisdebat over het grondaankoopbeleid van de gemeente in de tijd dat hij burgemeester was.
Als voorzitter van de Verenigde Vergadering van de Staten-Generaal leidde hij op 30 april 2013 de inhuldigingsceremonie van koning Willem-Alexander in de Nieuwe Kerk in Amsterdam.
Deze ceremonie kreeg een ingrijpende wending voor De Graaf. Hij was verantwoordelijk voor de samenstelling van de Commissie van In- en Uitgeleide, die het nieuwe koningspaar begeleidde bij hun intrede in de kerk. Op 12 juni 2013 publiceerde de Volkskrant een interview met de voorzitter, waarin onder meer een citaat over Tweede Kamerlid Geert Wilders in relatie tot de commissie stond: "In mijn achterhoofd heeft zeker meegespeeld dat het beeld van Wilders naast de koning veel aandacht zou hebben getrokken." De suggestie werd gewekt dat De Graaf een procedurele kunstgreep zou hebben toegepast om Wilders geen lid te maken van de commissie van In- en Uitgeleide.
Het interview leidde tot veel commotie en uiteindelijk tot het aftreden van De Graaf als Eerste Kamervoorzitter op 18 juni 2013. Hij ontkende echter dat hij partijdig had gehandeld. Hij nam het voorzitterschap van de Eerste Kamer waar tot 2 juli 2013 toen de Kamer Ankie Broekers-Knol koos als nieuwe voorzitter.
Van 1 oktober 2013 tot 1 januari 2014 was De Graaf waarnemend burgemeester van Bronckhorst. Van 1 januari 2014 tot 3 juli 2014 was De Graaf waarnemend burgemeester van Amstelveen.
Van 2 januari 2015 tot 2 oktober 2015 was hij waarnemend burgemeester van Enschede. En van 16 oktober 2017 tot 1 januari 2019 was hij waarnemend burgemeester van Heerde.

## Familie en onderscheidingen
De Graaf was sinds 1973 getrouwd met Harma Gerda van Buizen (1946-2023) en heeft twee dochters. Hij is lid van de Protestantse Kerk en is woonachtig in Apeldoorn. Op 29 april 2011 werd De Graaf (bij bevordering) benoemd tot Officier in de Orde van Oranje-Nassau, daarvoor was hij op 16 april 1997 benoemd tot Ridder in de Orde van Oranje-Nassau.
- Parlement.com: vggj1ffvn4e7